# Римске скупштине
Римске скупштине (лат. Comitia) делиле су се на три врсте ― куријатске (лат. Comitia curiata), центуријатске (лат. Comitia centuriata) и трибутске скупштине (лат. Comitia tributa), у зависности од тога да ли су се грађани окупљали организовани по куријама (лат. Curiae), по центуријама (лат. Centuriae) или по трибама (лат. Tribus). Све су римске скупштине имале законодавну и судску власт, а осим тога биле су одговорне за избор магистрата, који су имали извршну власт. Скупштине су, макар формално, постојале све до 3. века н. е.
Као претходницу три наведене врсте неки антички извори помињу и скупштине назване comitia calata (отприлике = „сазване скупштине“ од calare = сазивати), али су њене функције па и само постојање као посебне скупштине непоуздани. Према неким истраживачима, ове је скупштине у најраније доба сазивао врховни свештеник (pontifex maximus) да би окупљеним грађанима саопштио календар за ту годину са данима током којих су се могли обављати правни послови (пракса коју је крајем 4. века п. н. е. окончао Гнеј Флавије), да би се изабрали неки свештенички колегији (flamines) и rex sacrorum, те да би окупљени грађани послужили као сведоци при објављивању тестамената. Само име ове скупштине, међутим, упућује на њен неорганизован, готово необавезан карактер, а њене претпостављене функције своде се искључиво на религијску улогу (чин сведочења приликом остављања завештања је и сам био религијског карактера). То даје повода да се помишља на то да се радило једноставно о окупљеним грађанима, или пре једном њиховом делу, а не о организованој институцији државне власти.

## 
Од најстаријих времена Римског краљевства римски се народ при вршењу својих политичких права и дужности делио на тридесет група названих curiae (= „братство“ или „заједница"), па је заједнички састанак ових група називан куријатском скупштином (лат. Comitia curiata). Према традицији, ова је скупштина првобитно била основни облик окупљања. У сваком случају, већ почетком Републике, куријатска скупштина губи свој значај, па и своја законодавна овлашћења и састаје се углавном само да би саслушала и формално одобрила најважније одлуке које су се тицале читаве заједнице, као што је на пример била објава рата, те да би формално потврдила избор нових магистрата (по lex curiata de imperio = „куријатски закон о империју"). Ова је скупштина током републике такође одлучивала о усвајању деце, преласку патриција у плебејску породицу, избору на неке свештеничке дужности и другим религијским питањима. У доба позне републике састанци куријатске скупштине постали су већ пука формалност: за кворум је било довољно да присуствују тридесеторица ликтора.
Током републике само су две врсте скупштине бирале магистрате и доносиле законе и друге важне одлуке. У оба ова случаја само су одрасли мушкарци с римским грађанским правом могли присуствовати скупштинама у Риму и користити право гласа. Скупштине су биле организоване по принципу групног гласања. Мада је свака особа могла дати свој глас, она је то чинила у оквиру веће гласачке јединице. Глас већине у тој јединици постајао је и глас те јединице, а за доношење одлука били су потребни гласови већине гласачких јединица.
Центуријатска скупштина била је војничке природе и састављена од гласачких група названих центурије (војне јединице). Једноставно речено: ова је скупштина била римска војска организована у гласачко тело. Због свог војног карактера она се увек састајала ван свете границе града (лат. Pomerium), на Марсовом пољу (лат. Campus Martius). Одлучивала је о рату и миру и бирала све магистрате који су имали империјум (лат. Imperium): (конзуле, преторе, цензоре и курулне едиле). Пре формирања кривичних судова у позној Републици ова је скупштина заседала и као виша судска инстанца и одлучивала о прекршајима који су се кажњавали смртном казном. Мада је могла доносити законе, ту је функцију углавном обављала трибутска скупштина. Осим тога, сваки закон који би изгласала центуријатска скупштина морао је потврдити сенат, иначе тај закон није ступао на снагу.
Центуријатска је скупштина еволуирала током различитих фаза ране републике, али данас је позната само њена коначна организација. Она је највероватније настала као грађанска војска која се састаје под оружјем да би изабрала свог заповедника и одлучивала о рату и миру. У историјско је доба ова скупштина имала сложену организацију. Сваки је грађанин с правом гласа био распоређен у једну од пет економских класа, према свом имовном стању. Свака је класа имала различит број центурија, а цела се скупштина састојала од 193 јединице. Прва (и најбогатија) класа грађана имала је 80 јединица, док су друга, трећа и четврта имале по 20 јединица. Пета класа, која се састојала од најсиромашнијих војника, имала је 30 центурија. Поред тога, постојало је 18 центурија коњаника ― људи који су били довољно богати да приуште коња за коњаничку службу ― и 5 других центурија, од којих су једну чинили пролетарии, тј. људи без земље и стога сувише сиромашни да би служили војску. Коњаници су гласали заједно с првом класом, а гласање су вршиле прво богатије, па затим сиромашније класе. Пошто су коњаници и прва класа контролисали 98 гласачких јединица, представљали су доминантну групу у скупштини, мада су чинили најмањи део гласачког тела. Скупштина је намерно била организована на такав начин да већу моћ пружи богатијем елементу и била је одговорна за одржавање политичке превласти установљеног нобилитета.
Трибутска скупштина била је цивилна скупштина грађана. Стога се састајала у оквиру градског померија, те је бирала магистрате који нису имали империјум (народне трибуне, плебејске едиле и квесторе). Управо је ова скупштина била задужена за доношење највећег броја закона, а служила је и као суд за озбиљне јавне прекршаје који су се кажњавали новчаним казнама. Трибутска је скупштина била више демократска у својој организацији од центуријатске. Ова скупштина је и законодавни орган и та њена активност временом јача на рачун центуријатске скупштине. Територија римске државе била је подељена на географске области назване трибе (лат. Tribus) и народ је гласао у овим јединицама, према месту становања. Град је био подељен на четири градске трибе. Током 5. века п. н. е. околина града била је подељена на 17 сеоских триба. Са ширењем римске територије у средњој Италији (387―241. п. н. е.) додато је још 14 сеоских триба, тако да је скупштина најзад бројала 35 јединица, и тај се број више није повећавао. Када би се на овој скупштини сакупили само плебејци, и то под председавањем народних трибуна, онда се она називала „скупом плебејаца“ (лат. Concilium plebis), а одлуке ту донете „плебисцитима“ (лат. Plebi scita).